# Artūras Katulis
Artūras Katulis (* 5. August 1981 in Elektrėnai, Litauische SSR) ist ein litauischer Eishockeyspieler, der seit 2015 erneut bei Energija Elektrėnai in der belarussischen Wysschaja Liga, der zweithöchsten Spielklasse des Landes, unter Vertrag steht. 

## Karriere
Artūras Katulis begann seine Karriere als Eishockeyspieler in seiner Heimatstadt beim SC Energija, für den er von 1997 bis 2001 in der East European Hockey League sowie der Litauischen Eishockeyliga aktiv war und mit dem er in der Saison 2000/01 erstmals Litauischer Meister wurde. Anschließend spielte der Verteidiger ein Jahr lang für Jantar Sewersk in der Wysschaja Liga, der zweithöchsten russischen Spielklasse, ehe er zwei Jahre lang für den HK Njoman Hrodna sowohl in der East European Hockey League als auch der belarussischen Extraliga auflief. Von 2004 bis 2006 stand der Litauer bei den russischen Zweitligisten Neftjanik Leninogorsk und Kristall Saratow unter Vertrag. Daraufhin wechselte er zu SønderjyskE Ishockey in die dänische AL-Bank Ligaen, in der er mit seiner Mannschaft den dritten Platz erreichte. 
Nachdem der Rechtsschütze die Saison 2007/08 bei SaiPa Lappeenranta in der finnischen SM-liiga verbracht hatte, wurde er von Disel Pensa aus der Wysschaja Liga verpflichtet, für das er in der Saison 2008/09 in 50 Spielen zwölf Scorerpunkte, davon fünf Tore, erzielte. Zur folgenden Spielzeit wechselte er innerhalb der Wysschaja Liga zu Neftjanik Almetjewsk. In der Saison 2010/11 stand der Litauer beim HK Liepājas Metalurgs unter Vertrag. Mit diesem nahm er während des Großteils der Spielzeit an der belarussischen Extraliga teil, kam jedoch zusätzlich auf europäischer Ebene zu drei Einsätzen im IIHF Continental Cup und gewann mit der zweiten Mannschaft von Liepājas Metalurgs 2011 den lettischen Meistertitel. Zur Saison 2011/12 wechselte er zum HK Berkut Kiew aus der Professionellen Hockey-Liga. 2013 kehrte er nach zwölf zu seinem Stammverein nach Elektrėnai, mit dem er nunmehr in der belarussischen Wysschaja Liga, der zweithöchsten Spielklasse des Landes, spielte. Aber bereits Anfang 2014 verließ er seine Geburtsstadt wieder und spielt seither für Juodupės Juodupė in der litauischen Liga.

### International
Für Litauen nahm Katulis im Juniorenbereich an den U18-C-Europameisterschaften 1997 und 1998 und der Europa-Division I der U18-Weltmeisterschaft 1999 sowie an den U20-C-Weltmeisterschaften 1999 und 2000 und nach der Umstellung auf das heutige Divisionensystem der U20-Weltmeisterschaft der Division II 2001 teil. 
Im Seniorenbereich stand er im Aufgebot seines Landes bei den Weltmeisterschaften der Division II 2002 und 2004 sowie bei den Weltmeisterschaften der Division I 2001, 2003, 2005, 2006, als Topscorer unter den Abwehrspielern war und auch die beste Plus/Minus-Bilanz des Turniers aufwies, 2007, 2008, 2009, als bester Torschütze unter den Verteidigern war, 2010 und 2011, 2012, 2013, 2014, 2016, 2017 und 2018. 
Zudem trat er für Litauen bei den Qualifikationsturnieren zu den Olympischen Winterspielen 2006 in Turin, 2014 in Sotschi und 2018 in Pyeongchang an.

## Erfolge und Auszeichnungen
- 2001 Litauischer Meister mit dem SC Energija
- 2011 Lettischer Meister mit dem HK Liepājas Metalurgs

### International
- 2002 Aufstieg in die Division I bei der Weltmeisterschaft der Division II, Gruppe B
- 2004 Aufstieg in die Division I bei der Weltmeisterschaft der Division II, Gruppe B
- 2006 Beste Plus/Minus-Bilanz der Weltmeisterschaft der Division I, Gruppe B (gemeinsam mit drei weiteren Spielern)
- 2018 Aufstieg in die Division I, Gruppe A, bei der Weltmeisterschaft der Division I, Gruppe B

## Statistik
(Stand: Ende der Saison 2011/12)